# Psychotria rabeniana
Psychotria rabeniana är en måreväxtart som beskrevs av Johannes Müller Argoviensis. Psychotria rabeniana ingår i släktet Psychotria och familjen måreväxter. Inga underarter finns listade i Catalogue of Life.